# Övertorneå (comuna)
Övertorneå (em sueco: Övertorneå kommun) é uma comuna da Suécia localizada no condado de Bótnia Setentrional. Sua capital é a cidade de Haparanda. Possui 2 362 quilômetros quadrados e segundo censo de 2018, havia 4 410 habitantes.